# ماتناکاش
ماتناکاش (ارمنی: մատնաքաշ) نان خمیر ترش سنتی در کشور ارمنستان می‌باشد که به Naan شبیه است. ماتناکاش به زبان ارمنی به معنی «انگشت کشان» است که اشاره‌ای است به روش تهیه آن.
ماتناکاش که از آرد گندم تهیه می‌شود به نان بربری هم شباهت دارد ولی خمیر داخل آن بسیار پف‌دار تر و نرمتر از نان بربری است گرچه شکل ظاهری ماتناکاش زمخت‌تر از نان بربری است.